# Serraje
El serraje es la capa inferior de una piel, después de dividirla mecánicamente. La capa superior, con el dibujo del poro, recibe el nombre de piel plena flor, mientras que la inferior con la fibra del animal, es muchas veces bien llamada piel ante.
El ante es la piel de oveja girada, es decir, la parte que se ve es la interior, mientras que la que no se ve es donde esta la lana.
El serraje es bastante resistente a las perforaciones y a los cortes, por lo que es muy utilizado en la elaboración de botas